# Jan Kastner (filmový historik)
Jan Kastner (24. dubna 1954 – 30. října 2017 Plzeň) byl český publicista, pedagog, filmový historik a filmový teoretik.
Po několik generací byl předsedou, dramaturgem a lektorem Filmového klubu Plzeň. Filmové projekce a svůj výklad k nim uváděl jednou týdně v kině Eden a po jeho zrušení v Kině Beseda v Měšťanské besedě v Plzni. Dlouhá léta spolupracoval se Západočeskou galerií v Plzni, kde byl pravidelným organizátorem doprovodného programu, při kterém přednášel o dějinách kinematografie v rámci konkrétních výstav.
Byl ředitelem festivalu Finále Plzeň a pravidelně se účastnil i dalších filmových festivalů, jako byl například Mezinárodní filmový festival v Karlových Varech. V roce 2013 byl ministrem kultury jmenován expertem Státního fondu kinematografie. Svými filmovými recenzemi pravidelně přispíval do deníku Mladá fronta dnes a byl také externím pracovníkem Českého rozhlasu.
V druhé polovině 90. let byl ředitelem na základní škole v Chotěšově a učil zde český jazyk a dějepis. Později působil jako učitel na střední umělecké škole Zámeček, kde vyučoval český jazyk a dějiny filmu. Vyučoval také předměty Filmová tvorba a Evropská kinematografie na Filozofické fakultě Západočeské univerzity v Plzni. Byl zastáncem rčení, že “Když je zapálený student, vždycky zapálí i ty ostatní“.
Na konci října 2017 nečekaně zemřel po těžké nemoci a zanechal po sobě ženu a dvě děti. Je pochován na Ústředním hřbitově v Plzni. Náhrobek mu vyrobil sochař a kameník Vojtěch Soukup a jeho portrét vytvořila studentka Zámečku, Simona Týmlová.
Ve dnech 29. dubna – 3. května 2018 se v Měšťanské besedě v Plzni konala výstava, během níž si studenti Zámečku, prostřednictvím grafik, fotografií, maleb, soch, koláží a skic, Jana Kastnera připomněli.